# Ugola bifida

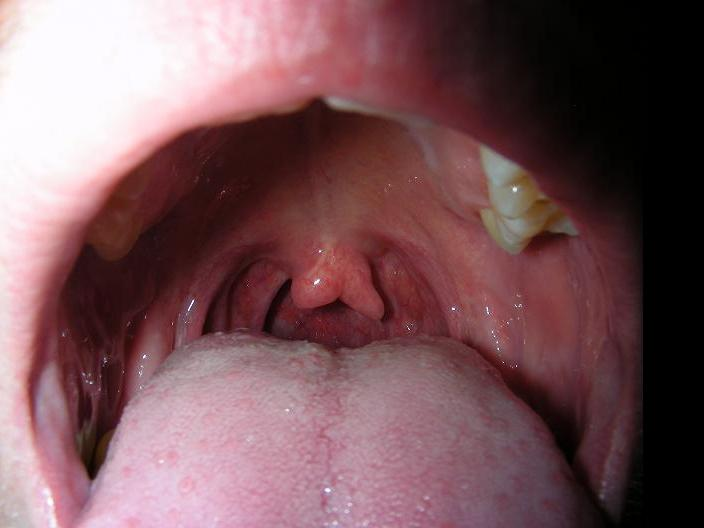
Ugola bifida

L'ugola bifida è una divisione (o schisi) dell'ugola.

## Epidemiologia
Si verifica in circa l'1% della popolazione caucasoide e nel 10% dei nativi americani. Non per forza questa caratteristica è associata a una malattia genetica, potrebbe trattarsi di una semplice mutazione del gene femminile.

## Eziopatogenesi
È il risultato della fallita fusione completa nei processi mediale nasale e maxillofacciale. Di per sé è totalmente innocua, però può essere un indizio di altre patologie al cavo orale, come il palato molle.
L'ugola bifida è un segno clinico comune della rara sindrome di Loeys-Dietz, alla quale è associato un aumentato rischio di aneurisma dell'aorta e, occasionalmente, anche di altre arterie.